# Ціанування (збагачення корисних копалин)
Ціанування — вилуговування із застосуванням ціаністих сполук як реагентів. Купчасте ціанування-вилуговування золота застосовується при розробці невеликих родовищ, переробці старих відвалів, бідних забалансових руд. Вилуговування ведеться ціанистими розчинами. У руді не повинно бути надлишку тонких фракцій, а також глини, які перешкоджають просоченню розчину. Оптимальною вважається крупність руди до 5 мм.
Вміст золота в початковій руді 0,5–10 г/т. Купа повинна бути відносно невеликої місткості — близько 10000 т руди. Основа купи повинна бути заасфальтована або покрита полімерною плівкою.
Технологія вилуговування золота включає наступні операції:
- розчинення золота 0,1 % розчином ціанистого натрію з отриманням продуктивного розчину (1 частина золота на 2•106 частин води).

- абсорбція золота вугіллям з подальшою десорбцією в гарячих лужних розчинах.

- електролітичне осадження золота.

Ціанисті розчини готують, змішуючи воду з NaCN (0,5–1 г/л). рН підтримують 10–10,5, регулюючи подачею вапна. Тривалість вилуговування становить 30–80 діб. Промивають руду 10–20 діб. Вилучення золота становить 60–80 %. Процес використовується в США, Канаді, Африці та інших країнах.